# نيلسون جورج
نيلسون جورج (بالإنجليزية: Nelson George)‏ هو صحفي ومنتج أفلام وكاتب سيناريو وكاتب أمريكي، ولد في 1 سبتمبر 1957 في بروكلين في الولايات المتحدة.

## وصلات خارجية
- الموقع الرسمي
- نيلسون جورج على موقع IMDb (الإنجليزية)
- نيلسون جورج على موقع الموسوعة البريطانية (الإنجليزية)
- نيلسون جورج على موقع ميوزك برينز (الإنجليزية)
- نيلسون جورج على موقع قاعدة بيانات الفيلم (الإنجليزية)